# Chuanqi (nouvelle)
Pour le théâtre, voir Chuanqi (théâtre).

Les chuanqi (chinois : 传奇 ; pinyin : chuánqí ; litt. « transmettre l'extraordinaire »), sont des récits courts en langue classique, datant de la dynastie Tang, avant de connaître un renouveau sous les Ming.

## Présentation
Vers le VIIe siècle apparaît un nouveau genre en prose, une forme de nouvelle en langue classique appelée chuanqi, ou « transmission de l'extraordinaire ». Si les recueils d'anecdotes de la période précédente s'attachaient déjà à relater des événements étranges, le chuanqi s'en distingue par son caractère plus élaboré. Ces récits couvrent une grande diversité de thèmes, depuis le fantastique au réalisme, en passant par les histoires d'amour ou les sujets contemporains. Son succès est en partie dû aux candidats aux examens, cherchant à se faire valoir auprès des examinateurs. Le nom lui-même de chuanqi ne s'est généralisé qu'à partir du xe siècle, reprenant le titre d'un recueil de Pei Xing (zh) (825-880),.
À l'origine histoires de fantômes ou d'esprits comme dans les recueils d'anecdotes de la période précédente, les chuanqi ont rapidement traité aussi d'histoires d'êtres humains. La longueur de certains chuanqi les rapprochent de brefs romans, comme la Biographie de Li Wa, de Bai Xingjian. Conteurs et troupes de théâtre en ont par la suite adapté certains en langue parlée.
Li Fang a composé un recueil de chuanqi sous la dynastie Song, le Taiping guangji.
Le genre du chuanqi, florissant sous les Tang, se renouvelle au xive siècle avec le recueil de Qu You (1341-1427) Jiandeng xinhua (zh) (Nouvelles histoires en mouchant la chandelle), qui fait une large place au surnaturel. Li Zhen (1376-1452) lui donne une suite d'égale qualité avec son recueil Jiandeng yuhua (Suite aux histoires en mouchant la chandelle), davantage porté sur les histoires d'amour. Shao Jingzhan complète le tout avec son Mideng yinhua (En cherchant une lampe), recueil cependant plutôt médiocre, paru en 1592. Brillante réussite littéraire portant le genre du chuanqi à son apogée, le volume de Qu You est interdit au xve siècle, au prétexte qu'il empêche la jeunesse de se préparer sérieusement aux examens. Tombés dans l'oubli en Chine, les deux recueils de Qu You et de Li Zhen connaissent à partir du xviie siècle une étonnante fortune au Japon, où ils influencent les écrivains portés au fantastique, tels Hayashi Razan ou Ueda Akinari,.
Le genre s'est pratiqué jusqu'au xviiie siècle et Pu Songling (1640-1715) en est un héritier, avec ses Contes étranges du studio du bavard.

## Chuanqides Tang célèbres

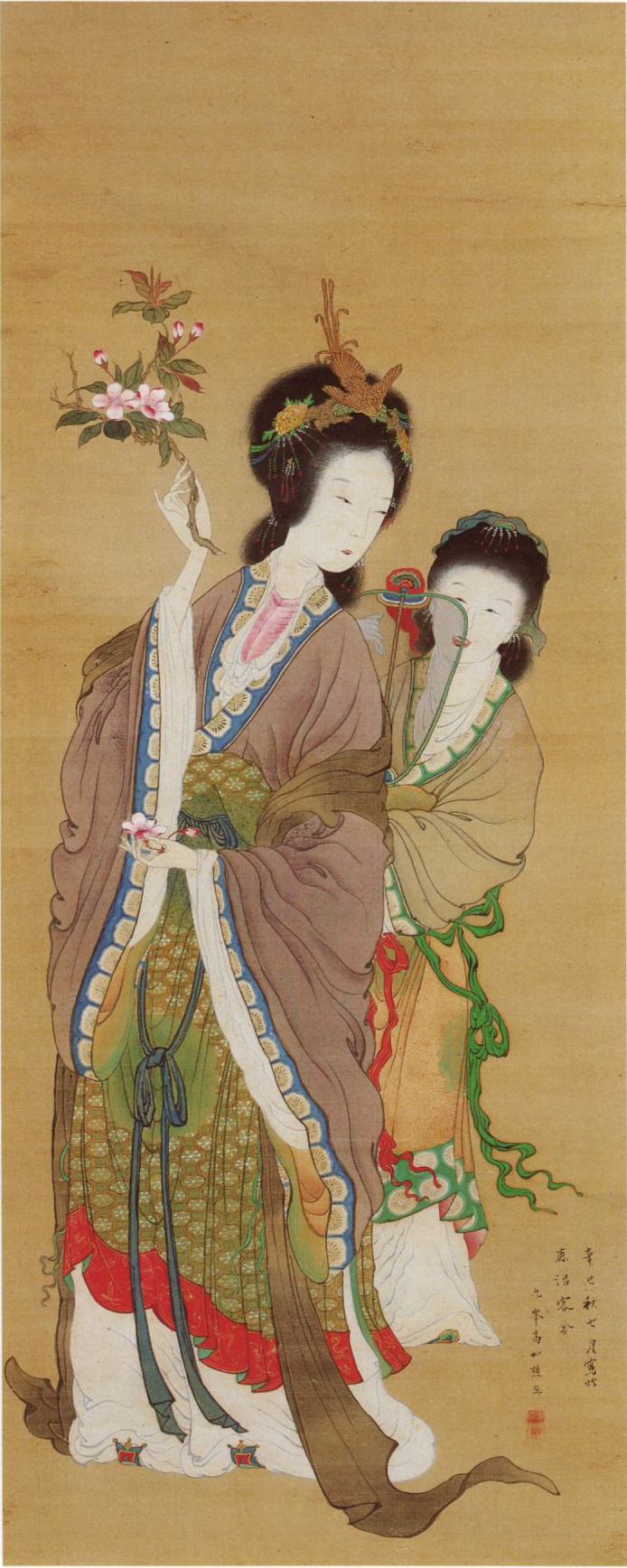
Yang Guifei, 1821, peinture de Takaku Aigai (1796-1843).

L'Histoire du miroir ancien (古镜记 / 古鏡記, gǔjìng jì), attribuée à Wang Du, et celle, anonyme et satirique, du Singe blanc, supposé être le père de Ouyang Xun, passent pour les premiers chuanqi. Histoire à l'intérieur d'un oreiller (枕中记 / 枕中記, zhěnzhōng jì) de Shen Jiji (vers 740-vers 800), connue aussi sous le nom du Rêve du millet jaune, est l'un des chefs-d'œuvre du genre : la longue carrière d'un lettré se révèle à la fin n'être qu'un rêve, survenu le temps de faire cuire un bol de millet. Le Gouverneur de Nanke (en) de Li Gongzuo (vers 770-848) traite d'un thème similaire. Shen Jiji est l'auteur d'un autre chuanqi, la Biographie de dame Ren, une renarde-courtisane. La Biographie de Yingying de Yuan Zhen, histoire d'amour dont le ressort est la psychologie de son héroïne, est un autre de ces chefs-d'œuvre.
Les chuanqi peuvent se répartir en trois catégories : les histoires de fantômes et d'esprits, les histoires d'amour, les histoires de justiciers.
Les histoires de fantômes et d'esprits prolongent celles qui traitaient du même thème sous les Six Dynasties. Elles sont souvent connues par les adaptations théâtrales qui en ont été faites par la suite. C'est le cas de l'Histoire à l'intérieur d'un oreiller de Shen Jiji, d'inspiration bouddhique et taoïste, adaptée par Ma Zhiyuan (vers 1260-1325) sous le nom du Rêve du millet jaune et par Tang Xianzu (1550-1616) sous le nom de Récit de Handan, ou encore du Dit de l'âme qui quitte le corps (离魂记 / 離魂記, líhún jì) de Chen Xuanyou (陈玄佑 / 陳玄佑, chén xuányòu), adapté par Zheng Guangzu sous le titre L'Âme de Jiannü quitte son corps. La Maîtresse du pont de bois (板桥三娘子 / 板橋三娘子, bǎnqiáo sānniángzǐ, « La 3e épouse du point à tablier »), histoire d'une aubergiste piégée par sa propre magie, est de la même veine.
Parmi les histoires d'amour les plus connues, outre la plus célèbre, la Biographie de Yingying de Yuan Zhen, adaptée au théâtre par Wang Shifu sous le titre de La Chambre de l'aile ouest, se distinguent la Biographie de Li Wa de Bai Xingjian ou encore la tragique histoire de Huo Xiaoyu de Jiang Fang. L'Histoire du chant des regrets éternels (Chang hen ge zhuan) de Chen Hong, équivalent en prose de la ballade du Chant des regrets éternels du poète Bai Juyi, raconte les amours tragiques de l'empereur Minghuang et de la concubine Yang Guifei. L'histoire sera reprise de nombreuses fois, notamment par Bai Pu sous les Yuan avec sa pièce Pluie sur les sterculiers, et par Hong Sheng au xviie siècle avec le Palais de la longévité.
Les chevaliers errants et redresseurs de tort (侠 / 俠, xiá ou plus précisément 侠客 / 俠客, xiákè) sont les héros d'une autre catégorie de chuanqi. L'Esclave du Kunlun (Kunlun nu (en)) figure à la fois dans le recueil de Pei Xing et dans le Taiping guangji. Le Chevalier à la barbe frisée ou la Biographie de Fil-Rouge, qui se déroule après la révolte d'An Lushan, sont l'un et l'autre à l'origine de nombreuses pièces de théâtre dans les siècles postérieurs. Pei Xing a écrit également Nie Yinniang, un chuanqi qui constitue un texte fondamental pour les maîtres d'armes chinois.

### Traductions
- Contes de la dynastie des Tang, Pékin, Éditions en langues étrangères, 1958  — Retraduit depuis (en) The Dragon King's Daughter, Foreign Languages Press, Pékin, 1954.
- Histoires d'amour et de mort de la Chine ancienne. Chefs-d'œuvre de la nouvelle (Dynastie des Tang. 618-907)  (trad. André Lévy), Aubier, 1992, rééd. GF-Flammarion, 1997.
- Histoires extraordinaires et récits fantastiques de la Chine ancienne. Chefs-d'œuvre de la nouvelle (Dynastie des Tang. 618-907). II  (trad. André Lévy), Aubier, 1993, rééd. GF-Flammarion, 1998.
- Jacques Pimpaneau, Anthologie de la littérature chinoise classique, Philippe Picquier, 2004  — Les chuanqi, p. 478-518.